# Visto di conformità
Il visto di conformità è stato introdotto nel sistema fiscale italiano con il D. Lgs. n. 241/1997, e può definirsi quale strumento di controllo preliminare - effettuato da professionisti abilitati estranei all’amministrazione finanziaria - sulla corretta applicazione di determinati benefici fiscali in favore del contribuente, finalizzato a garantire la correttezza e la legittimità di determinate operazioni fiscali poste in essere sia da un soggetto fisico che giuridico.
L’apposizione o rilascio del visto di conformità è specificatamente richiesto per:
- la compensazione orizzontale dei crediti IVA per importi superiori ad €5.000 annui;
- la compensazione orizzontale dei crediti relativi ai crediti fiscali che emergono dalle dichiarazioni dei redditi in cui sono stati generati, superando la soglia annuale di €5.000.
- i rimborsi dei crediti IVA per importi superiori a €30.000 senza la necessità di prestare garanzia a tutela dell'Erario.
- la presentazione delle Dichiarazioni "Modello 730" dal quale emerga un credito superiore ad €.5.000;
- l’ottenimento delle agevolazioni fiscali in ambito di Impresa 4.0 e 5.0.

## Soggetti abilitati al rilascio del Visto di Conformità
I soggetti che possono apporre il visto di conformità in esame sono:
- gli iscritti negli albi dei dottori commercialisti e degli esperti contabili e in quelli dei consulenti del lavoro;
- i responsabili dell’assistenza fiscale (c.d. RAF) dei CAF-imprese;
- i responsabili fiscali dei CAF-dipendenti limitatamente alle dichiarazioni dei soggetti nei confronti dei quali già svolgono l’attività di assistenza fiscale;
- gli iscritti alla data del 30 settembre 1993 nei ruoli di periti ed esperti tenuti dalle Camere di commercio, industria, artigianato e agricoltura per la sub-categoria tributi, in possesso di diploma di laurea in giurisprudenza o in economia e commercio o equipollenti o diploma di ragioneria.

Tutti i professionisti abilitati al rilascio del visto di conformità devono risultare in un apposito elenco  tenuti dalla Direzione Provinciale dell'Agenzia delle Entrate liberamente consultabili al pubblico attraverso un collegamento diretto all'elenco dei soggetti abilitati; selezionando l'opzione “professionisti abilitati”, è possibile conoscere i nominativi dei professionisti abilitati all'apposizione del visto di conformità sulle dichiarazioni fiscali.

## Visto di Conformità IVA
Tra le applicazioni del Visto di Conformità certamente la più importante sotto un profilo quantitativo è quella connessa alla compensazione orizzontale del credito IVA che viene generato allorquando il contribuente dotato di partita IVA vanti un credito nei confronti dello Stato generato da un versamento dell'iva maggiore di quella incassata (sottrazione dell’IVA a credito con l’IVA a debito). 
La compensazione orizzontale viene definita tale quando il contribuente intenda compensare crediti fiscali di natura diversa, così come viene indicato dall'art. 17 del D.Lgs. n. 241 del 1997 "I contribuenti eseguono versamenti unitari delle imposte, dei contributi dovuti all’INPS e delle altre somme a favore dello Stato, delle regioni e degli enti previdenziali, con eventuale compensazione dei crediti, dello stesso periodo, nei confronti dei medesimi soggetti, risultanti dalle dichiarazioni e dalle denunce periodiche presentate successivamente alla data di entrata in vigore del presente decreto"; mentre si parla di compensazione verticale quando si intenda compensare crediti della stessa natura, ad esempio IVA con IVA. In quest'ultimo caso non sarà necessario il rilascio del visto di conformità IVA, in quanto la compensazione verticale è sempre ammessa e rientra in un procedimento naturale di compensazione.